# Port-Talbot-Typ
Port-Talbot-Typ (englisch Port Talbot Type oder auch Port Talbot class) ist eine veraltete Größenangabe für Schiffe. Sie bezeichnet die größten Erzschiffe, die soeben noch die Schleusen des Hafens Port Talbot in Wales passieren können, um die dortigen Stahlwerke zu erreichen. Sie waren bis zu 130,15 m lang, 17,40 m breit und hatten dabei eine Tragfähigkeit von etwa 10.000 Tonnen. Die Bezeichnung Port-Talbot-Typ geriet mit der Einweihung des neuen Tidenhafens mit Erzumschlaganlage im Jahre 1970 schnell außer Gebrauch.
Der überwiegende Teil der Schiffe des Port-Talbot-Typs war bei den Reedereien Denholm, Buries Markes und Houlder in Fahrt, viele davon in Langzeitchartern der British Iron & Steel Corporation (BISCO), für die zahlreiche Schiffe mit genau diesen Abmessungen gebaut wurden.